# زکریا

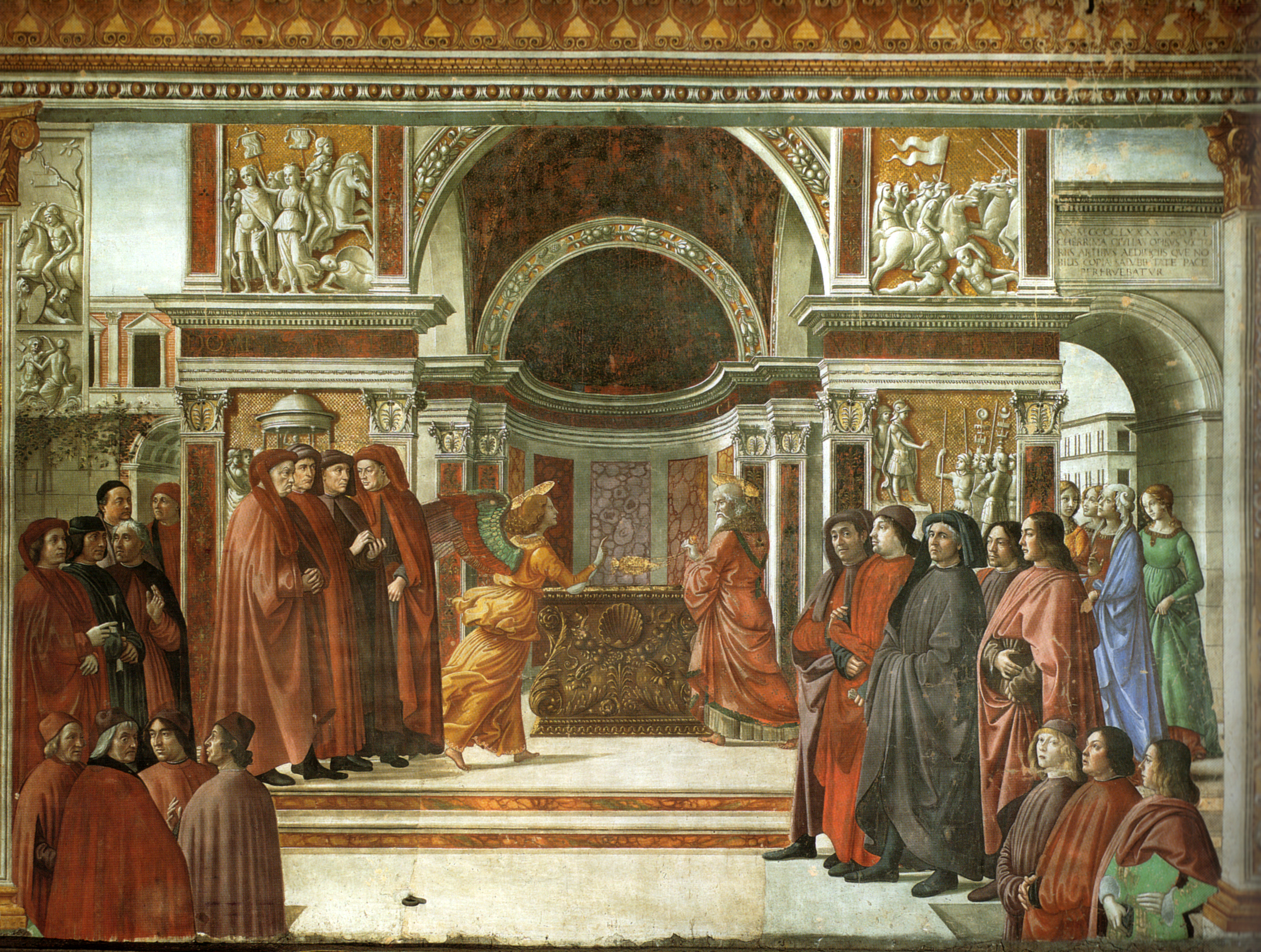
تابلویی از دومنیکو گیرلاندایو به نام زکریا و فرشته

زکریّا یا زَکَریا (عبری: זְכַרְיָה)، به معنی «یهوه به یاد آورد» است. زکریا از کاهنان گروه ابیا، در دوران پادشاهی هیرودیس و از کاهنان معبد دوم اورشلیم در اورشلیم بود. مسیحیان و مسلمانان معتقد به پیامبری زکریا هستند امّا یهودیان پیامبری او را انکار می‌کنند. نام زکریا در انجیل لوقا و انجیل‌های غنوصی و نیز قرآن در سوره‌های آل عمران و انعام و مریم و انبیاء ذکر شده‌است.

## زندگی زکریا
بر اساس روایت عهد جدید، زکریا با زنی از نسل هارون به نام الیزابت یا الیصابات ازدواج کرد. همسر زکرِیا نازا بود و زکریا که خود از 90سالگی گذشته بود، به عموزاده‌هایش در معبد سلیمان اعتماد نداشت. طبق روایات، یک بار وقتی نوبت زکریا بود که وارد قدس شده در آن جا خدمت کند، او نزد خداوند دعا کرد تا خداوند به وی جانشینی شایسته عطا کند که وارث او و خاندان یعقوب باشد. مسلمانان و مسیحیان، اعتقاد دارند، که جبرئیل فرشتهٔ وحی، بر او نازل شده، او را به فرزندی به اسم یحیی بشارت داد و به نشانهٔ این بشارت، زکریا تا سه روز نمی‌توانست سخن بگوید. زکریا از محراب عبادت خارج شد و نزد قوم خود آمد و به آنان فهماند که روز و شب تسبیح بگویند. بر اساس انجیل لوقا، وقتی خواستند فرزندش را به اسم خود او زکریا نام نهند، تخته‌ای خواست و روی آن اسم یحیی را نوشت که اسمی بی‌سابقه بود.

## زکریا در قرآن
نام زکریا ۷ بار در قرآن آمده‌است.
به‌خصوص در سورهٔ مریم (۱۹) در مورد زکریای نبی و تولد فرزندش یحیای نبی چنین آمده‌است:
[این] یادی از رحمت پروردگار تو [درباره] بنده‌اش زکریاست. (به معنای کلمه زکریا دقت کنید) (۲) آن گاه که [زکریا] پروردگارش را آهسته ندا کرد. (۳) گفت: «پروردگارا، من استخوانم سست گردیده و [موی] سرم از پیری سپید گشته، و- ای پروردگار من- هرگز در دعای تو ناامید نبوده‌ام.» (۴) و من پس از خویشتن از بستگانم بیمناکم و زنم نازاست، پس از جانب خود ولیّ [و جانشینی] به من ببخش، (۵) که از من ارث برد و از خاندان یعقوب [نیز] ارث برد، و او را- ای پروردگار من- پسندیده گردان. (۶) ای زکریا، ما تو را به پسری- که نامش یحیی است- مژده می‌دهیم، که قبلًا همنامی برای او قرار نداده‌ایم. (۷) گفت: «پروردگارا، چگونه مرا پسری خواهد بود و حال آنکه زنم نازاست و من از سالخوردگی ناتوان شده‌ام؟» (۸) [فرشته] گفت: «[فرمان] چنین است. پروردگار تو گفته که این [کار] بر من آسان است، و تو را در حالی که چیزی نبودی قبلًا آفریده‌ام.» (۹) گفت: «پروردگارا، نشانه‌ای برای من قرار ده» فرمود: «نشانه تو این است که سه شبانه [روز] با اینکه سالمی با مردم سخن نمی‌گویی.» (۱۰) پس، از محراب بر قوم خویش درآمد و ایشان را آگاه گردانید که روز و شب به نیایش بپردازید. (۱۱) ای یحیی، کتاب [خدا] را به جد و جهد بگیر، و از کودکی به او نبوّت دادیم. (۱۲) و [نیز] از جانب خود، مهربانی و پاکی [به او دادیم] و تقواپیشه بود. (۱۳) و با پدر و مادر خود نیک رفتار بود و زورگویی نافرمان نبود. (۱۴) و درود بر او، روزی که زاده شد و روزی که می‌میرد و روزی که زنده برانگیخته می‌شود. (۱۵)